# Championnat d'Italie de football de deuxième division 2012-2013
Navigation
Serie B 2011-2012 Serie B 2013-2014
La Serie B 2012-2013, connue comme « Serie bwin » (nom commercial), qui réunit 22 équipes, est la 81e saison de la deuxième division du championnat italien de football, depuis sa création en 1929.
22 équipes y prennent part : 16 provenant de la précédente Serie B et 6 nouvelles équipes comprenant les reléguées de la Serie A 2011-2012 Cesena et Novare (qui ont pris la place des promues Pescara, Torino et Sampdoria), et les promues de la Lega Pro Prima Divisione 2011-2012 Spezia, Ternana, Virtus Lanciano et Pro Verceil (remplaçant les reléguées Albinoleffe, Gubbio et Nocerina).
Malgré sa défaite lors des barrages de relégation, le club de Vicence Calcio est maintenu en Serie B à la suite de la relégation de l'Unione Sportiva Lecce en Prima Divisione par décision de justice à la suite d'un scandale de matches truqués en 2010.

## Équipes engagées
Légende des couleurs
- Promu de Prima Divisione
- Relégué de Serie A

| Club            | En Serie B depuis | Provenance      | Classement 2011-2012 | Entraîneur                                                        | Stade                        | Capacité |
| --------------- | ----------------- | --------------- | -------------------- | ----------------------------------------------------------------- | ---------------------------- | -------- |
| Cesena          | 2012              | Serie A         | 20e (Serie A)        | Nicola Campedelli Pierpaolo Bisoli                                | Stade Dino-Manuzzi           | 23 860   |
| Novare          | 2012              | Serie A         | 19e (Serie A)        | Attilio Tesser Giacomo Gattuso Alfredo Aglietti                   | Stade Silvio-Piola           | 17 875   |
| Sassuolo        | 2008              | Prima Divisione | 3e                   | Eusebio Di Francesco                                              | Stade Alberto-Braglia        | 21 151   |
| Hellas Vérone   | 2011              | Prima Divisione | 4e                   | Andrea Mandorlini                                                 | Stade Marcantonio-Bentegodi  | 42 160   |
| Varèse          | 2010              | Prima Divisione | 5e                   | Fabrizio Castori                                                  | Stade Franco-Ossola          | 9 424    |
| Padoue          | 2009              | Prima Divisione | 7e                   | Fulvio Pea Franco Colomba                                         | Stadio Euganeo               | 32 420   |
| Brescia         | 2011              | Serie A         | 8e                   | Alessandro Calori                                                 | Stade Mario-Rigamonti        | 23 072   |
| Juve Stabia     | 2011              | Prima Divisione | 9e                   | Piero Braglia                                                     | Stade Romeo-Menti            | 13 000   |
| Reggina         | 2009              | Serie A         | 10e                  | Davide Dionigi                                                    | Stade Oreste-Granillo        | 27 543   |
| Crotone         | 2009              | Prima Divisione | 11e                  | Massimo Drago                                                     | Stade Ezio-Scida             | 9 631    |
| Modène          | 2004              | Serie A         | 12e                  | Dario Marcolin                                                    | Stade Alberto-Braglia        | 21 151   |
| Bari            | 2011              | Serie A         | 13e                  | Vincenzo Torrente                                                 | Stade San Nicola             | 58 270   |
| Grosseto        | 2007              | Prima Divisione | 14e                  | Francesco Moriero Mario Somma Lamberto Magrini Leonardo Menichini | Stade Carlo-Zecchini         | 9 988    |
| Ascoli          | 2007              | Serie A         | 15e                  | Massimo Silva                                                     | Stade Cino-et-Lillo-Del-Duca | 20 550   |
| Cittadella      | 2008              | Prima Divisione | 16e                  | Claudio Foscarini                                                 | Stade Piercesare-Tombolato   | 7 623    |
| Livourne        | 2010              | Serie A         | 17e                  | Davide Nicola                                                     | Stade Armando-Picchi         | 19 238   |
| Empoli          | 2008              | Serie A         | 18e                  | Maurizio Sarri                                                    | Stade Carlo-Castellani       | 16 800   |
| Vicence         | 2001              | Serie A         | 19e                  | Roberto Breda Alessandro Dal Canto                                | Stade Romeo-Menti            | 17 163   |
| Spezia          | 2012              | Prima Divisione | 1er Groupe A         | Michele Serena Gianluca Atzori                                    | Stade Alberto-Picco          | 10 336   |
| Ternana         | 2012              | Prima Divisione | 1er Groupe B         | Domenico Toscano                                                  | Stade Libero-Liberati        | 22 000   |
| Virtus Lanciano | 2012              | Prima Divisione | 4e Groupe B          | Carmine Gautieri                                                  | Stade Guido-Biondi           | 4 882    |
| Pro Verceil     | 2012              | Prima Divisione | 5e Groupe A          | Maurizio Braghin Giancarlo Camolese Maurizio Braghin              | Stade Silvio-Piola           | 4 215    |

## Classement

### Tableau
Le classement est établi sur le barème de points classique (victoire à 3 points, match nul à 1, défaite à 0).
mis à jour le 20 mai 2017
| Rang | Équipe            | Pts | J  | G  | N  | P  | Bp | Bc | Diff |
| ---- | ----------------- | --- | -- | -- | -- | -- | -- | -- | ---- |
| 1    | Sassuolo          | 85  | 42 | 25 | 10 | 7  | 78 | 40 | +38  |
| 2    | Hellas Vérone     | 82  | 42 | 23 | 13 | 6  | 67 | 32 | +35  |
| 3    | Livorno           | 80  | 42 | 23 | 11 | 8  | 77 | 47 | +30  |
| 4    | Empoli            | 73  | 42 | 20 | 13 | 9  | 69 | 51 | +18  |
| 5    | Novara R          | 64  | 42 | 19 | 10 | 13 | 73 | 46 | +27  |
| 6    | Brescia           | 62  | 42 | 15 | 17 | 10 | 58 | 50 | +8   |
| 7    | Varèse            | 60  | 42 | 16 | 13 | 13 | 55 | 53 | +2   |
| 8    | Modena            | 55  | 42 | 15 | 12 | 15 | 52 | 51 | +1   |
| 9    | Ternana P         | 53  | 42 | 12 | 17 | 13 | 37 | 38 | -1   |
| 10   | Bari              | 53  | 42 | 16 | 12 | 14 | 55 | 47 | +8   |
| 11   | Padova            | 53  | 42 | 12 | 17 | 13 | 47 | 51 | -4   |
| 12   | Crotone           | 53  | 42 | 14 | 13 | 15 | 45 | 56 | -11  |
| 13   | Spezia P          | 51  | 42 | 12 | 15 | 15 | 52 | 58 | -6   |
| 14   | CesenaR           | 50  | 42 | 12 | 14 | 16 | 46 | 59 | -13  |
| 15   | Cittadella        | 50  | 42 | 12 | 14 | 16 | 48 | 61 | -13  |
| 16   | Juve Stabia       | 50  | 42 | 12 | 14 | 16 | 54 | 65 | -11  |
| 17   | Reggina           | 49  | 42 | 12 | 15 | 15 | 42 | 51 | -9   |
| 18   | Virtus Lanciano P | 48  | 42 | 9  | 21 | 12 | 50 | 60 | -10  |
| 19   | Vicenza           | 42  | 42 | 10 | 12 | 20 | 41 | 58 | -17  |
| 20   | Ascoli            | 41  | 42 | 11 | 9  | 22 | 48 | 67 | -19  |
| 21   | Pro Vercelli P    | 33  | 42 | 8  | 9  | 25 | 37 | 67 | -30  |
| 22   | Grosseto          | 28  | 42 | 7  | 13 | 22 | 44 | 67 | -23  |

| Légende : Qualifications et relégations | Légende : Qualifications et relégations                |
| --------------------------------------- | ------------------------------------------------------ |
|                                         | Promu en Série A                                       |
|                                         | Qualification pour les barrages d'accession en Série A |
|                                         | Relégation en Ligue Pro 1                              |
|                                         | R : Relégué en 2011-2012 P : Promu en 2011-2012        |

### Barrages

#### Promotion
Le vainqueur de ces barrages montera en Serie A.
|  | Demi-finales | Demi-finales | Demi-finales | Demi-finales |   |   | Finale | Finale | Finale | Finale |  |  |  |  |  |  |
|  |              |              |              |              |   |   |        |        |        |        |  |  |  |  |  |  |
|  |              |              |              |              |   |   |        |        |        |        |  |  |  |  |  |  |
|  |              |              |              |              |   |   |        |        |        |        |  |  |  |  |  |  |
|  | (5) Novare   | 1            | 1            |              |   |   |        |        |        |        |  |  |  |  |  |  |
|  | (5) Novare   | 1            | 1            |              |   |   |        |        |        |        |  |  |  |  |  |  |
|  | (4) Empoli   | 1            | 4            |              |   |   |        |        |        |        |  |  |  |  |  |  |
|  | (4) Empoli   | 1            | 4            | (4) Empoli   | 1 | 0 |        |        |        |        |  |  |  |  |  |  |
|  |              |              |              |              | 1 | 0 |        |        |        |        |  |  |  |  |  |  |
|  |              | (3) Livourne | 1            | 1            |   |   |        |        |        |        |  |  |  |  |  |  |
|  | (6) Brescia  | (3) Livourne | 1            | 1            | 1 | 1 |        |        |        |        |  |  |  |  |  |  |
|  | (6) Brescia  |              |              |              |   |   |        |        |        |        |  |  |  |  |  |  |
|  | (3) Livourne | 1            | 1            |              |   |   |        |        |        |        |  |  |  |  |  |  |
|  | (3) Livourne | 1            | 1            |              |   |   |        |        |        |        |  |  |  |  |  |  |